# Chojeon-myeon
Chojeon-myeon (koreanska: 초전면) är en socken  i kommunen Seongju-gun i provinsen Norra Gyeongsang, i den centrala delen av Sydkorea, 210 km sydost om huvudstaden Seoul.